# Hanija
Hanija (grško Χανιά) je drugo največje mesto na Kreti in glavno mesto istoimenske prefekture. Leži ob severni obali otoka, okoli 70 km zahodno od mesta Retimno in 145 km zahodno od Herakliona. Leta 2001 je imelo mesto uradno 55.838 prebivalcev. V širšem območju mesta živi okoli 70.000 ljudi. Hanija je bila glavno mesto otoka Kreta od leta 1841 do 1971.

## Geografija

### Lokacija
Mesto Hanija je na severni obali otoka Kreta, približno 100 kilometrov zahodno od današnje prestolnice otoka Heraklion. Do leta 2010 je bila občina Hanija po površini najmanjša od prefektur, saj je bila skoraj izključno omejena na urbano območje. Hanija je bila do leta 1971 upravno središče celotnega otoka. Danes je mesto prevladujoča metropola zahodne Krete z več kot tretjino prebivalcev regije. 
Kretsko morje severno od otoka med polotokoma Rodopou in Akrotiri tvori Hanijski zaliv, na jugovzhodni strani katerega je bilo ob ožini zgrajeno pristaniško mesto Akrotiri. Vzhodno od ožine je Zaliv Soda, naravno pristanišče, zaščiteno s polotokom Akrotiri. Južno od Hanije se notranjost vztrajno dviguje in tvori pregrado proti južni obali z gorovjem Bele gore (Lefka Ori), ki se ob jasnem vremenu dobro vidi na celi Kreti.

### Sosednje občine
Do leta 2010 je občino Hanija sestavljalo le ožje mestno območje in je na vzhodu in jugovzhodu mejila na občini Akrotiri in Souda. Zahodno od mesta je ležala občina Nea Kydonia. Južno predmestje, ki meji na zaprto urbano ureditev v smeri hitre ceste (Nova cesta) je že pripadalo občini Eleftherios Venizelos.
Leta 2010 so bile občine Akrotiri, Eleftherios Venizelos, Keramia, Nea Kydonia, Souda in Theriso združene z mestom Hanija v občino Hanija. Od takrat občina na vzhodu meji na občino Apokoronas, na jugu na Sfakia in na zahodu na občino Platanias. Hanija je ponovno pridobila svoj pomen kot pristaniško mesto z vključitvijo Souda. Vse trajektne linije s ciljno destinacijo Hanija vodijo v globoko naravno pristanišče Zaliv Souda (grško Όρμος Σούδας), saj ima mestno pristanišče Hanija premajhno globino vode za večje ladje.

### Mestna struktura
Območje mesta Hanije je razdeljeno na okrožja Halepa, Evraiki, Kastelli, Kumkapi, Nea Hora, Splantzia in Topanas.

### Podnebje
Kreta ima mediteransko podnebje z blagimi, deževnimi zimami in vročimi, suhimi poletji. Med različnimi regijami otoka so velike podnebne razlike. Na primer, povprečne temperature na južni obali so nekoliko toplejše kot na severni, v gorskih predelih pa so na splošno nekoliko hladnejše. Manj padavin je tudi na vzhodu in jugu otoka kot v središču, zahodu in severu. Zaradi visokih gora Krete se vremenske razmere pogosto hitro spreminjajo in nastajajo vetrovi, ki se okrepijo tudi v orkanske nevihte.
Hanija je na zahodno severni obali otoka Kreta. Podnebje tukaj velja za zmerno ter toplo in suho. Od maja do septembra skorajda ni padavin, na splošno sonce sije 70 odstotkov dni v letu. V nekoliko hladnih zimskih mesecih od novembra do marca so možne snežne padavine na Bele gore južno od Hanije, ki le zelo redko dosežejo ravnice na severni obali. Snežna odeja v gorah ostane do konca maja. Vroči in suhi poletni meseci pomenijo, da vegetacija, ki je zaradi vlažne zime in tople pomladi brez umetnega namakanja na otoških ravnicah bujno rasla, ovene.

### Mestna pokrajina
Mesto Hanija lahko razdelimo na dva dela: staro mesto in sodobno mesto, ki je večje. Staro mestno jedro je poleg starega pristanišča in je matrica, okoli katere se je razvilo celotno urbano območje. Nekoč je bilo obdano s starimi beneškimi utrdbami, ki so jih začeli graditi leta 1538. Od njih sta se ohranila le vzhodni in zahodni del. Z juga se staro mesto nadaljuje z novim, s severa pa je fizična meja morje. Središče sodobnega mesta je območje, ki se razteza ob starem mestnem jedru in predvsem proti jugu.

#### Staro mesto
Meje starega mestnega jedra so delno porušeno staro beneško obzidje in to je bila zibelka civilizacij, ki so se razvile na tem območju. Osrednji del starega mesta se imenuje Kasteli in je bil naseljen že od neolitika (starodavna Kidonija). Je na manjšem griču tik ob morju in je že od nekdaj idealno mesto za naselje zaradi svoje varne lege, lege ob pristanišču in bližine rodovitne doline na jugu. Danes je nekoliko bolj miren kot sosednji predeli zahodnega dela okraja. Tudi četrt Splantzia (zraven vzhodnega dela Kasteli) je večinoma nedotaknjena.
Glavni trg starega mestnega jedra (zraven zahodnega dela Kastelija) je trg Eleftherios Venizelos, znan tudi kot Syntrivani (iz turščine şadırvan 'vodnjak'). Je središče turistične dejavnosti na tem območju. Poleg tega (na zahodni strani) leži okrožje Topanas, ki je bilo krščanska četrt v osmanskem obdobju. Ime izhaja iz beneškega skladišča streliva (turško tophane), ki je bilo tam. Judovska četrt (Evraiki ali Ovraiki) je bila severozahodno od starega mesta, za pristaniščem in znotraj meja Topanasa. Območje Topanas ima veliko ozkih uličic in starih stavb, od katerih so bile nekatere obnovljene kot hoteli, restavracije, trgovine in bari. Zaradi tega je priljubljen kraj predvsem v toplem obdobju (april–oktober). Pozimi še vedno ostaja središče aktivnosti (predvsem nočnega življenja).
Zelo značilen del starega mestnega jedra je samo pristanišče in na splošno obala. Akti Tompazi, Akti Kountouriotou in Akti Enoseos (marina) imajo številne zgodovinske stavbe in nočno življenje. Glavna ulica, ki združuje sodobno mesto s starim mestom, je ulica Halidon.

#### Sodobno mesto
V sodobnem delu Hanije živi in dela večina domačinov. Je manj tradicionalno kot staro mestno jedro, vendar še vedno obstajajo območja, ki so zgodovinsko zanimiva.
Najstarejše okrožje (zgodnje 18. stoletja) sodobnega mesta je Nea Hora (kar pomeni 'novo mesto'), ki je onkraj zahodnega dela starega mesta. To je območje v razvoju z ozkimi starimi pasovi, ki vodijo do majhnega ribiškega pristanišča.
Okrožje Koum Kapi (Benečani so ga najprej poimenovali Sabbionara, kar pomeni 'Vrata peska', enako kot Koum Kapi), ki je za obzidjem v vzhodnem delu starega mesta, je bilo tudi eno prvih krajev, ki so bili naseljeni zunaj obzidja. Sprva je bil dom »Halikoutov«, skupine beduinov iz severne Afrike, ki so se tam naselili v zadnjih letih osmanske oblasti. Danes je to območje v razvoju s številnimi kavarnami, bari in restavracijami na plaži.
V istem obdobju je okrožje Halepa začelo rasti vzhodno od mesta in je bilo nekoč dom lokalne aristokracije. Nekatere zgodovinske stavbe na tem območju (vključno s starimi veleposlaništvi tujih držav) so bile v zadnjih desetletjih 20. stoletja uničene ali zapuščene in šele pred kratkim se je pokazalo nekaj zanimanja za obnovo preostalih.
Druge zgodovinske stavbe na tem območju so hiša Eleftheriosa Venizelosa (zgrajena 1876-1880), staro francosko šolo (zdaj v lasti Tehnične univerze na Kreti, v kateri je Oddelek za arhitekturo), cerkev Agia Magdalini (zgrajena 1901-1903), 'Palača' (zgrajena 1882, hiša princa Jurija v obdobju kretske neodvisnosti) in cerkev Evangelistria (zgrajena 1908–1923). Del morskega območja Halepa se imenuje Tabakaria, kjer je edinstven arhitekturni kompleks starih usnjarskih hiš.
Poleg prej omenjenih starejših okrožij sodobnega dela mesta je bilo v 20. stoletju razvitih več novih stanovanjskih območij, kot so Agios Ioannis, Koumbes, Lentariana, Pachiana in Pasakaki. V delih mestnega središča prevladujejo brezbarvne srednje visoke blokovske stavbe, značilne za obdobje urbanizacije Grčije (1950–1970). Še vedno pa je nekaj neoklasicističnih hiš, zlasti v vzhodnem delu Hanije. Obstaja nekaj parkov in več športnih igrišč, najpomembnejša sta stadion Venizeleio in bazen v Nea Hori. Pokrita tržnica iz leta 1913 (»Agora«) je na robu starega mestnega jedra in je priljubljena med turisti in domačini. Nekateri drugi pomembni kraji novejšega mestnega območja so sodna hiša (Dikastiria, zgrajena pozno v 19. stoletju), javni vrtovi (Kipos, ustanovljen leta 1870), vrtni stolp z uro (Roloi, zgrajen leta 1924–1927), Episkopska rezidenca (škofovska rezidenca, Despotiko, zgrajena v začetku 19. stoletja) in hiša Manousosa Koundourosa (zgrajena leta 1909), Kulturni center (Pnevmatiko Kentro). Osrednji največji trgi v Haniji so Tržni trg (»Agora«), Trg Sodne hiše (»Dikastiria«) in »Trg 1866«.
Od 1990-ih je prišlo do močnega premika prebivalcev Hanije proti predmestjem, pa tudi proti območjem okoli mesta, ki so bila nekoč podeželska, predvsem okoli Kounoupidiane na polotoku Akrotiri.

## Zgodovina

### Antika
Prvi sledovi poselitve starega mestnega okrožja Kastelli segajo v neolitsko dobo 3400 do 3000 pr. n. št.. Zaradi tega je Hanija eno najstarejših stalno naseljenih naselij v Evropi. Kot mesto je bilo zgrajeno v minojski 'predpalačni dobi' (3000–1900 pr. n. št.) pod imenom Kudonija, od koder izvira kasnejše starogrško ime Kidonija (po Tabuli Peutingeriani: Cydonia). Ime Kudonija (ku-do-ni-ja) je prvič dokumentirano v Linearni pisavi B na glineni tabli iz Knososa. Po starodavni tradiciji je mesto ustanovil mitski kralj Minos in ga poimenoval po Herosu Kidonu, sinu Apolona in poimenovan po Akakalis, Minosovi hčerki. Nekateri pomembni arheološki dokazi o obstoju tega minojskega mesta pod nekaterimi deli današnje Hanije so bili najdeni z izkopavanji v okrožju Kasteli v starem mestnem jedru. Zdi se, da je bilo to območje poseljeno že od neolitika.
V »novem« in »postpalacijskem« minojskem obdobju (1600-1100 pr. n. št.) je bila Kudonija uspešno mesto z velikimi samostojnimi bivalnimi hišami med ulicami in trgi in najverjetneje s palačo kot središčem. Dejstvo, da v Haniji niso našli minojske palače, je verjetno posledica dejstva, da naselje ni bilo nikoli zapuščeno in so poznejše generacije svoje stavbe gradile predvsem z gradbenim materialom, ki so ga pridobivali iz starejših stavb v mestu. Kudonija je imela pomembne lončarske in trgovske povezave z Egiptom, Ciprom in Palestino. Tudi v času, ko so večino kretskih palač uničile Mikene, je mesto poleg Knososa preživelo precej nepoškodovano, čeprav je bilo verjetno ponovno zgrajeno, saj je bilo okoli leta 1450 pr. n. št. prepoznavno kot območje uničenja. Arheološka najdišča minojske kulture so večinoma na hribu Kasteli, na 550 m² pri Odos Kanevaro, nekropola je bila pred južnim in vzhodnim delom takratnega mesta na območju Mazali in na območju današnjega stadiona.
Po letu 1400 pr. n. št. je prevladovala mikenska kultura celinske Grčije. Do izmenjave obeh kultur, minojske in mikenske, je prišlo že pred mikenskim osvajanjem otoka od leta 1450 pr. n. št. naprej. Nekateri zgodovinarji domnevajo, da je npr. Knosos ni bil uničen kot druge palače na Kreti, ker je bilo tam že veliko število ahajskih kolonistov, ki so poskrbeli, da je bilo mesto hitro predano. Enako bi lahko veljalo tudi za severozahodno trgovsko metropolo Kudonijo.
Medtem ko druge minojske palače po njihovem uničenju niso bile nikoli več zasedene, so ahajsko-mikenski vladarji vladali v Knososu in morda tudi v pristaniškem mestu, ki se danes imenuje Kidonija na območju današnje Hanije. Multikulturno mesto je ostalo tudi po postopnem propadanju mikenske kulture in začetku dorskega priseljevanja na Kreto. V Odiseji, ki jo pripoveduje Homer, ki je postavljena v to obdobje, je Kidonija omenjena dvakrat.
V obdobju Geometrične umetnosti (1050–700 pr. n. št.) se je Kidonija razvila v enega najpomembnejših polisov zahodne Krete. Najpomembnejša mesta na Kreti in tudi v celotni Grčiji so tvorila majhne neodvisne mestne države (polise), ki so se pogosto spopadale med seboj. Tudi v arhaičnih časih, leta 525 pr. n. št., je bila Kidonija ponovno kolonizirana iz Samosa. Sledili so kasnejši naseljenci iz Ajgine. Drugi val priseljevanja s teh dveh otokov je prišel po letu 431 pr. n. št. Obstajale so tudi tesne povezave s Kireno. Novi naseljenci so prevzeli ime Kidonija iz mikenskega obdobja, kar v prevodu pomeni kutina. Klasični kovanci Kidonias so kot grb mesta prikazovali sadje, uvoženo iz Bližnjega vzhoda v Evropo.
Leta 429 pr. n. št. je prišlo do napada atenske flote med Peloponeško vojno, ki je opustošil obalno območje pri Kidoniji, medtem ko Atenci mesta niso mogli zavzeti. Konkurenčna mesta so bila večinoma polisi v soseščini, kot so Aptera, Eliros, Polirenia s pristaniščem [Falasarna]] in Knosos. Vojna leta 220 pr. n. št. kaže, da so se med seboj občasno sklepala zavezništva. med Knososom in Liktosom, v katerih se je Kidonija borila ob Knososu.
Po kratkem zavezništvu »Kidonijcev« z Makedonijo leta 220 pr. n. št., ko je ta posredovala na Kreti, da bi stabilizirala razmere, je Makedonija izgubila hegemonijo nad Grčijo leta 196 pr. n. št. po drugi makedonsko-rimski vojni proti Rimu. Neodvisno od tega so se med rivalskimi kretskimi mesti znova izbruhnile vojne. 189 pr. n. št. se je borila  Kidonija proti Knososu in Gortinu, 184 pr. n. št. je mesto osvojilo polis Polirhenia s pristaniškim mestom Falasarna zaradi sporov glede nadzora Diktinskega svetišča na polotoku Rodopou. Ti spopadi so se končali šele leta 67 pr. n. št., ko so otok zasedle rimske čete.
Od leta 69 pr. n. št. je Rimsko cesarstvo začelo zasedati Kreto. Leta 67 pr. n. št. je otok je postal rimska provinca. Kidonija je bila eno prvih mest na Kreti, ki je prišlo pod vplivno sfero Rimskega cesarstva in je zaradi svojega prorimskega odnosa dobila status svobodnega mesta. Do 3. stoletja n. št. je izpričana pravica do lastnega kovanja denarja, kovanci iz Kidonije so predstavljali na primer Nimfo z vencem in Herosa Kidona, ki ga je dojila psička. Rimska osvojitev Krete je pomenila konec državljanskih vojn in začetka dolgega obdobja miru z gospodarske blaginje. Glavno mesto province Kreta in Cirenajke je postal Gortin, ki je bil med osvajanjem otoka zaveznik Rima. V obdobju rimske vladavine je prišlo v 3. in 4. stoletju tudi do postopnega pokristjanjevanja otoka. Kidonija se v cerkvenih virih omenja kot sedež škofa, ki je bil udeleženec Serdiške sinode (Sofija) v letih 343/344 našega štetja.

### Srednji vek

#### Bizantinsko in arabsko obdobje
Eno leto po smrti cesarja Teodozija I. leta 394 je prišlo do razdelitev rimskega cesarstva. Kidonija je bila s Kreto v njenem vzhodnem delu, ki se je od leta 610 iz Vzhodnega rimskega cesarstva z latinsko prevlado spremenilo v grško prevladovano Bizantinsko cesarstvo. Hkrati pa so se nenehne obrambne bitke proti Slovanom in Bolgarom na severu, Sasanidom (Perzijci) na vzhodu in Saraceni oz. (Arabci) na jugu in jugovzhodu odrazile na vsebini Vzhodnega cesarstva. Večina mest starodavne civilizacije je bila zapuščena ali skrčena na velikost utrjenih vasi, imenovanih kastrum.
O Kidoniji iz prve bizantinske dobe je malo znanega. Arheološka izkopavanja dokazujejo le obstoj velike zgodnjekrščanske bazilike na hribu Kastelli. Kreti je bilo v veliki meri prihranjeno s političnimi pretresi, dokler je niso v 9. stoletju osvojili arabski pirati iz takratne mavrske Španije. V letih od 824 do 828 so Saraceni osvojili otok, pri čemer je bila Kidonija verjetno uničena kot večina mest na Kreti. Verjame se, da so osvajalci bili Arabci, ki so po uporu v Kordovskem emiratu v današnji Španiji pobegnili v Aleksandrijo, ki so pod svojim vodjo emirjem Abu Hafs Omarjem, okoli leta 823 že vdrli na južno Kreto. Med arabsko okupacijo od 826-961 so ti mavrski Saraceni obnovili stara pristaniška mesta in tudi ustanovili nova na severni obali otoka, ki je zdaj redko poseljena. Namesto večinoma uničenega mesta Gorti je Heraklion postal novo središče otoka kot Rabd al Khandak. Več poskusov ponovne osvojitve oslabljenega Bizantinskega cesarstva v letih 825, 826, 828 in 902 je bilo neuspešnih.
Sedanje ime mesta Hanija izhaja iz časa vladavine Saracenov nad Kreto. Prvotno to ni bilo arabsko ime. Namesto tega je bilo za naselje, na novo zgrajeno po uničenju Kidonije, uporabljeno ime nekdanjega predmestja Alhanía (po bogu Velhanosu ali starogrško Hefajst. V arabščini je to postalo Al Hanim, kar pomeni 'gostišče'. Po bizantinski ponovni osvojitvi otoka leta 960/961 pod generalom Nikeforom Fokasom, poznejšim cesarjem Nikeforom II. Fokasom, je arabsko zveneča predpona Al zamenjana z grškim členom Ta v Ta Hania, ki je pozneje v latinščini postalo La Canea. Vsekakor je bilo vse do prvega stoletja beneške vladavine kraju, le majhno, čeprav utrjeno kmečko naselje.
Potem ko je bizantinski general Nikefor Fokas po šestmesečnem obleganju prestolnice leta 961 končno uspel ponovno zavzeti vso Kreto za bizantinskega cesarja Romana II., se je začelo drugo bizantinsko obdobje do leta 1204, v katerem je bilo ponovno uvedeno krščanstvo, ki je močno upadlo med arabsko oblastjo. Po letu 961, ko je bila Kreta ponovno vključena v Bizantinsko cesarstvo, je helenistično mestno obzidje Kidonije okoli hriba Kastelli, ki je bilo verjetno uničeno, nadomestila nova utrdba, da bi preprečila nadaljnje arabske napade. Veliko vojakov Nikoforja Fokasa se je naselilo na Kreti, grški naseljenci pa so prišli tudi iz drugih delov cesarstva, kar je nadomestilo izgubo prebivalstva, ki sta jo povzročila vojna in izseljevanje med arabsko vladavino. Mirna fevdalna vlada je otoku prinesla novo blaginjo in trgovina je cvetela ne le s Konstantinoplom, prestolnico Vzhodnega rimskega cesarstva, ampak tudi z Rusijo. Med razkolom leta 1054 na zahodno rimskokatoliško in vzhodno bizantinsko pravoslavno cerkev je Kreta ostala zvesta carigrajskemu patriarhu in je dobila celo svojega metropolita. Od leta 1082 je cesar Aleksej I. Komnen na otoku naselil večje število plemiških družin, ki so dobile velika posestva in privilegije.
O mestu Hanija iz tega časa ni veliko znanega, razen rednega omenjanja v zapisnikih cerkvenih sinod. Druga bizantinska epoha Krete se je končala po zavzetju Konstantinopla 13. aprila 1204 s strani križarske vojske, ki so jo financirali Benečani v okviru četrte križarske vojne pod vodstvom Piemontskega mejnega grofa Bonifacija Montferraškega, ki je leta 1210 prodal otok Benečanom za 10.000 srebrnih mark za poplačilo vojnih dolgov.

#### Beneška vladavina
Beneška republika se je najprej morala boriti proti Genovi in kretskemu prebivalstvu za oblast nad otokom. Genovčanom, ki so bili tekmeci Benetk, je od leta 1207 pod Enrico il Pescatore uspelo zasesti dele Krete. Po izgonu Genovčanov leta 1212 in zavzetju celotnega otoka do leta 1218, ob nenehnih uporih lokalnega prebivalstva in poskusih ponovne osvojitve s strani Konstantinopla, so novi gospodarji otoka naselili Benečane iz matičnega mesta, da bi utrdili svojo oblast. Po različnih virih je tako na Kreto prišlo med 3000 in 10.000 ljudi, med njimi tudi člani številnih plemiških družin. Kreta je bila za Benetke in njene morske trgovske poti izjemno pomembna, zato se je za Kreto začelo beneško obdobje, ki je trajalo do leta 1669. Za zaščito novih gospodarjev so bile v naslednjih desetletjih zgrajene številne utrdbe, med drugim v Kastelli Kissamos, Paleohora, Frangokastello, Ierapetra, Sitia in Mirabello blizu Agios Nikolaos.
Kot La Canea je bila Hanija sprva upravni sedež eksarhata Dorsoduro, kasneje okraja Canea. V La Caneo je prišlo tudi veliko Benečanov, ki so se najprej naselili na hribu Kastelli, zdaj imenovanem Castel Vecchio znotraj bizantinskega mestnega obzidja, kasneje tudi zunaj starih utrdb v novo nastajajočem stanovanjskem naselju Vourgo. Zgrajenih je bilo več novih fontan in akvadukta, v središču pa so bile zgrajene veličastne stavbe beneškega plemstva. Iz tega obdobja izvirajo glavna ulica La Corsa ter cerkvi Santa Maria in Duomo.
Leto 1252 se s porastom prebivalstva šteje za ponovno vzpostavitev kraja kot mesta. Za izboljšanje trgovine so Benetke dale obnoviti pristanišče Canea (Hanija) že leta 1252. Potem ko so Genovčani leta 1263 odvzeli La Caneo Benečanom, so slednji, potem ko so jo 22 let pozneje leta 1285 ponovno zavzeli, z novim obzidjem utrdili razširjeno mestno območje okoli Castel Vecchio. Od leta 1320 se je začela gradnja pristanišča z gradnjo pomola. Prek njega je La Canea postala najpomembnejša gospodarska in politična povezava med Kreto in Benetkami, od tod tudi vzdevek Hanije kot Benetke s Krete. Družbeno pa je vzpostavitev beneškega fevdalnega sistema in poskus odločne omejitve pravoslavlja povzročila številna uporniška gibanja. V obdobju dveh stoletij je omenjenih 27 večjih ali manjših lokalnih pretresov družbenega in narodnega značaja. V več kot 450-letni vladavini Benetk nad otokom Kreta je prebivalstvo močno nihalo. V fazi osvajanja in vstaje od približno leta 1211 do 1300 je imela Kreta nekaj več kot 50.000 prebivalcev. Da bi nadomestile pomanjkanje delovne sile v La Canei, so Benetke leta 1302 odločile, da mora vsak, ki ne pozna svojega fevdalca, avtomatsko biti podvržen komuni. Število prebivalcev se je nato spet povečalo, in nato spet močno upadlo med uporom beneških naseljencev (1363 do 1366), dokler okoli leta 1400 prebivalstvo ni doseglo okoli 100.000 ljudi. Stoletje pozneje, okoli leta 1500, je imel otok verjetno okoli 200.000 prebivalcev. Grško-pravoslavna večina prebivalstva se je soočala s katoliško družbo beneškega višjega sloja, ki so jo sestavljali fevdalci ter civilna in vojaška uprava. Njihov škof je bil imenovan v Benetkah, pa tudi vojaški poveljnik, kastelan. Štirje najvišji svetniki Krete so bili sprva dolžni preživeti drugo leto svojega uradnega mandata kot rektorji La Canea ali Retimo, današnjega Retimnona, v stalni rotaciji, po dva pa v Kandiji danes Heraklion. Šele leta 1306 je vsako leto na novo izvoljeni rektor opravljal funkcijo v Canei. Kreta je v 15. in 16. stoletju doživela nov razcvet, zlasti zaradi trgovine z začimbami z Orientom. V ta namen so najprej pridelovali žito, kasneje pa skoraj po vsem otoku gojili vino.
Podobno kot v Benetkah je za varnost na ulicah skrbela policija, ki jo je vodil Domini de nocte ali Domini de die ('Gospodar noči' / 'Gospodar dneva'). Tam je bil tudi zapor. Že leta 1331 so bile zgrajene tri žitnice za oskrbo prebivalstva in flote.
Še preden so Osmani leta 1453 osvojili Konstantinopel, je Kreta veljala za zelo ogroženo. Niso se izogibali pošiljanju obsojenih zločincev sem v izgnanstvo, če so bili plemiči. V enem primeru je bil morilec, ki je kljub mučenju ostal neobsojen, deportiran v La Caneo. Leta 1456 je Svet desetih ustrelil Giacoma Foscarija, ki naj bi si s sultanom izmenjal kodirana pisma in pozval Mehmeta, naj pošlje floto v La Caneo. Leta 1462 je prišlo do druge zarote, ki jo je vodil Siphi Vlastos. Kultura italijanske mestne republike ne bi mogla preživeti brez stalne prisotnosti Benetk na Kreti in njenih beneških naseljencev, ki so bili vse bolj manjšina proti večini grškega prebivalstva, kar se zdi tudi posledica dejstva, da se je po osmanski osvojitvi Konstantinopla leta 1453 na otok naselilo veliko grških beguncev iz bizantinskega cesarskega mesta, vključno z aristokrati, duhovniki in umetniki, ki so pripomogli k ponovnemu razcvetu grško-bizantinske umetnosti in kulture.

### Novi vek
Na začetku 16. stoletja so širitvena prizadevanja Osmanskega cesarstva prvič ogrozila otok Kreto. Zato je bila leta 1536 načrtovana in začeta gradnja nove utrdbe s petimi obrambnimi stolpi, širokim jarkom in trdnjavo (grško Firkas) pri pristanišču za La Canea, ki je pravokotno obkrožala mesto. Oblikovalec je bil veronski arhitekt Michele Sanmicheli. Dela na približno dva kilometra dolgem zunanjem trdnjavskem pasu okoli hitro rastočega mesta so trajala do leta 1590. V teh letih, ki jih opisujejo kot razcvet beneške La Canee, je večina palač, ki so še danes ohranjene, in tudi pristanišče, vključno z velikim Arsenalom (Neoria), ladjedelnice za skladiščenje in popravilo ladij, je dobilo svoj današnji videz. 

#### Osmansko obdobje
Osmani, pod vodstvom admirala Hajredina Barbaroseso leta 1538 začasno osvojili dele osrednje in zahodne Krete. Ta prvi napad se je ustavil zunaj zidov Herakliona. 25. junija 1645, na začetku vojne za Kreto, se je 60.000-članska osmanska vojska izkrcala iz 400 ladij (po drugih virih 123 ladij) zahodno od La Canea v Zalivu Gogna, blizu samostana Moni Odigitrias Gonias v Kolimbari]ju in naslednji dan zavzela utrjen otok San Todero (Agii Theodori) v Hanijskem zalivu pred mestom Canea. Po skoraj dveh mesecih obleganja od 26. junija 1645 pod vodstvom rumelijskega Beylerbega, Hasan paše (turško Küçük Hasan Paşa), je 17. avgusta kapitulirala La Canea in padla kot eno prvih mest na Kreti v roke turških osvajalcev. Po pogojih predaje so Benečani 22. avgusta 1645 dobili prost umik na petih ladjah. Leta 1645, ko je bilo mesto zavzeto, so muslimanski Turki v pristanišču zgradili mošejo imenovano Mošeja Hasan paše, danes znamenitost Hanije kot Janičarske mošeje. Druge mošeje so bile zgrajene s prezidavo nekdanjih cerkva takoj po prihodu Osmanov na oblast.
Mesto, ki se zdaj v turščini imenuje Hanja, je postalo upravno središče celotnega otoka leta 1651, saj je dejanska prestolnica Krete Heraklion zdržala osmansko obleganje kar 21 let. Hanja je ostala sedež paš in s tem nova otoška prestolnica (čeprav nominalno šele od leta 1841) tudi po zavzetju Herakliona leta 1669. Otoka trdnjave Gramvousa in Souda sta prišla v osmanske roke šele leta 1692 oziroma 1715, prvi med poskusom Benečanov, da bi ponovno zavzeli Hanjo.
Pod osmansko oblastjo se je spremenil tudi videz mesta. Cerkve so preuredili v mošeje in dogradili minarete, javna kopališča (hamam) in fontane, turški priseljenci, predvsem v četrti Kastelli in Splantzia, pa so zgradili številne velike zasebne hiše z lesenim jedrom. Številni kristjani so zapustili Kreto, da bi se izognili zatiranju novih vladarjev in našli zatočišče na Jonskih otokih.
Pod osmansko okupacijo je prišlo do več uporov grškega pravoslavnega prebivalstva otoka, ki jih je osmanska oblast zadušila, največjega leta 1770 pod vodstvom Daskalogiannisoma. Leta 1821, v letu začetka grške osamosvojitvene vojne, je bilo v Hanji veliko kristjanov ubitih, škof iz Kissamosa Melhisthek Thespotakis pa je bil obešen v Splantziji. Zdelo se je, da je grška vstaja že uspela, ko je egiptovski namestnik Muhamad Ali paša podprl osmanskega sultana Mahmuda II. pri zatiranju revolucije med leti 1824 do 1827. S posredovanjem velikih sil Velike Britanije, Francije in Rusije, ki so uničile egiptovsko floto v bitki pri Navarinu, pa so bili osmanski vladarji prisiljeni 3. februarja 1830 podpisati Londonski protokol, s čimer so ponovno vzpostavili grško državo, čeprav v majhnem obsegu. Po tem se je grško prebivalstvo Krete želelo združiti z domovino. Do leta 1840 pa je bil otok pod egiptovskim podkraljem, ki je nato, vključno s Sirijo in Palestino, po posredovanju Velike Britanije, Rusije, Prusije in Avstrije moral vrniti Osmanom.
Po veliki kretski vstaji od 1866 do 1868, v kateri je bil uničen samostan Arkadiu, je kretsko vprašanje znova zaposlovalo velike sile. Toda šele po porazu Osmanov v rusko-turški vojni (1877–1878) so bile kristjanom zagotovljene določene pravice. Želja po svobodi je ostala neomajna, zato se je vstaja leta 1889 in od maja 1896 nadaljevala. Slednjo je podprla neodvisna Grčija z rednimi četami in prostovoljnimi silami, ki so 21. februarja 1897 zasedle Kreto, kar je vodilo v grško-turško vojno. Leta 1897 je bila grška zastava prvič dvignjena na Profitis Ilias, 122 metrov visoki gori na vzhodu mesta Hanija. Zato je za Kretčane izjemnega nacionalnega pomena. Vojna se je končala z vojaško zmago Osmanov. Grške čete pod vodstvom prestolonaslednika Konstantina so bile odločilno poražene tako na Kreti kot v Tesaliji.
Kljub temu je Kreta z mirovno pogodbo z dne 4. decembra 1897 na pritisk velikih evropskih sil prejela obsežno avtonomijo. Otok je bil na tem razglašen za mednarodni protektorat z imenovanjem princa  Jurija za visokega komisarja. Do njegovega prihoda na oblast 9. decembra 1898 je v glavnem mestu Hanija izvršni odbor kretskih revolucionarjev pod Eleftheriosom Venizelosom prevzel upravo. Venizelos, rojen leta 1864 v Mourniesu, tri kilometre južno od Hanije, je leta 1897 kot vodja kretskega gibanja enosis dosegel avtonomijo otoka pred velikimi silami. Pod princem Jurijem je bil do leta 1901 minister za pravosodje v prvi vladi. Kratka delna neodvisnost Krete iz leta 1898 je Haniji prinesla naziv neodvisne države. Zaradi sedeža vlade so se številni diplomati naselili v okrožju Halepa do leta 1913.

## Kultura
V mestu je več muzejev, umetniških galerij, gledaliških in glasbenih skupin, izobraževalnih in raziskovalnih ustanov.
Najpomembnejši muzeji v Haniji so:
- Arheološki muzej Hanije na naslovu 15 Skra Str. Chalepa, Chania, nadomešča nekdanji Arheološki muzej Hanija. Muzej hrani najdbe iz različnih delov regije in iz več zgodovinskih in prazgodovinskih obdobij.
- Folklorni muzej (staro mesto) je bil ustanovljen v nekdanji katoliški cerkvi mesta Hanija na ulici Chalidon 46b.
- Zgodovinski arhiv[23] (drugi najpomembnejši v Grčiji) je skupaj z zgodovinskim arhivom Krete v neoklasicistični vili iz okoli leta 1900 na ulici I. Sfakianaki 20, poleg mestnega parka. Poleg eksponatov o Eleftheriosu Venizelosu v pritličju so prikazane slike, orožje in zastave o in iz grškega boja za svobodo proti turški vladavini in nemškemu Wehrmachtu. Nekateri vsakdanji predmeti so med njimi. Muzejski prostori se uporabljajo za arhivsko delo, le ena razstavna soba je dostopna preko Venizelosove ulice v pritličju.
- Navtični muzej Krete (staro mesto), ki je na vhodu v nekdanjo beneško utrdbo Firkas zahodno od pristanišča na Akti Koundourioti, dokumentira različna obdobja z uporabo ladijskih modelov, različnih instrumentov in ladijskih pripomočkov, dokumentov o pomorskem vojskovanju od antike do danes, slik, fotografij in predmetov, odkritih na morskem dnu grškega ladjedelništva. Razstave vključujejo Minoo, rekonstrukcijo bronastodobne minojske ladje, primerno za plovbo. Muzej, ustanovljen leta 1973, vsebuje tudi makete beneškega mestnega ansambla in posameznih stavb, kot so ladjedelnice, ki jih je mogoče videti še danes. Drugi deli prikazujejo vlogo Hanije med avtonomijo Krete in njeno priključitvijo Grčiji leta 1913, pa tudi eksponate iz obdobja nemškega osvajanja in okupacije otoka od 1941 do 1945.

Bastijon Firkas so kot zapor uporabljali beneški in osmanski vladarji ter tudi nemški okupatorji med drugo svetovno vojno. Leta 1913 sta Eleftherios Venizelos in kralj Konstantin izobesil grško zastavo na bastijonu v znak združitve Krete z Grčijo.
- Mestna umetnostna galerija[24]
- Bizantinsko/postbizantinsko zbirko (staro mesto) sestavljajo arheološke najdbe iz okrožja Hanija od zgodnjih krščanskih let do osmanske vladavine. Je v nekdanjem samostanu na ulici Theotokopoulou 82 zahodno od vhoda v pristanišče, znotraj starih beneških mestnih utrdb Fort Firkas. Reprezentativni deli iz zbirke so na ogled v majhnem muzeju v obnovljeni beneško-gotski cerkvi San Salvatore iz 16. stoletja. Mozaiki, napisi, stenske poslikave, slike, arhitekturna dela z dletom, keramika in kabaret ter kovanci so prikazani v kronološkem vrstnem redu.
- Hiša Eleftheriosa Venizelosa[25]
- Kemijski muzej
- Muzej šolskega življenja
- Muzej tipografije, Hanija

V Haniji je dejavnih več gledaliških skupin, med katerimi je najpomembnejše Mestno in regionalno gledališče Krete (DI.PE.THE.K). Repertoar vključuje stare in sodobne igre grških in tujih pisateljev. Glasbeni konservatorij Venizelian (Odeion, ustanovljen 1931) je tudi eno najpomembnejših kulturnih društev na Kreti. Nedavni poskus občine, da bi ustanovila komorno glasbeno skupino z imenom Sinfonietta, je bil uspešen in njeni nastopi skozi vse leto so obogatili koledar kulturnih dogodkov v mestu. Obstaja tudi precejšnja skupnost ljudi, ki se osredotočajo na alternativno/indie glasbo, pa tudi na jazz in skupine, ki izvajajo sodobne glasbene sloge.[potreben citat] V mestu je dejavnih tudi več tradicionalnih [kretskih] glasbenikov.
Obstaja pet kinematografov (dva od njih na prostem), ki se osredotočajo na komercialne in neodvisne filme ter občasno organizirajo manjše festivale.
Obstajajo številne kavarne, restavracije in bari po celotnem starem mestnem jedru in še posebej okoli starega beneškega pristanišča, pri Enetiki Tafros (beneški jarek) in na trgu Splantzia, pa tudi ob obali v soseskah Koum Kapi in Nea Hora. Poleti so zasedeni tudi bari in restavracije v Plataniasu in Agia Marini.
V poletnem času se vsak dan odvijajo različne kulturne prireditve. Gledališke igre, koncerte in več razstav grških in tujih umetnikov organizira občina ali posamezniki. Prizorišče, ki gosti veliko teh dogodkov, je gledališče, ki se nahaja v vzhodnem delu starega mestnega jedra (Anatoliki Tafros). Poleg tega se v Haniji odvija več festivalov, konferenc in športnih dogodkov, zlasti med majem in septembrom.
Veliko vlogo v kulturnem življenju mesta ima Mestna kulturna korporacija Chanie (DI.P.E.X.), ki organizira pomemben del dogodkov, ki potekajo skozi vse leto.
V Haniji so francoski, nemški, italijanski in švedski konzulat.

## Gospodarstvo
Dva glavna vira bogastva v Haniji sta kmetijstvo in turizem. Velik del prebivalcev mesta (ne nujno kmetov) ima v lasti veliko hektarov kmetijskih zemljišč, kjer se goji več rastlin, med katerimi so najpogostejše oljke in citrusi. Drugi pomembni proizvodi vključujejo vino, avokado, mlečne izdelke itd. Organizacija kmetijskega avgusta je bil nedavni poskus promocije lokalnih kakovostnih proizvodov, vključno z nizom dejavnosti, ki jih organizira prefektura Hanija od leta 1999, so se izkazale za zelo uspešne.
Po drugi strani pa se od zgodnjih 1970-ih hitro razvija turizem. Dandanes postaja terciarni sektor vse bolj pomemben za domačine, saj jih vse več sodeluje v poslu.
Pomembno središče gospodarskih dejavnosti v mestu je gospodarska in industrijska zbornica (E.B.E.X.).